# Parafia Wniebowzięcia Najświętszej Maryi Panny w Pisarzowicach
Parafia Wniebowzięcia Najświętszej Maryi Panny w Pisarzowicach – parafia rzymskokatolicka w dekanacie Kamienna Góra Zachód w diecezji legnickiej. Obsługiwana przez księży diecezjalnych. Erygowana 1 marca 1972 r. Jej proboszczem jest ks. Jacek Krasoń.

## Historia parafii
Pisarzowice to po wiekach reaktywowana parafia w połączeniu z wioskami: Raszowem i Rędzinami. Wydzielona z parafii św. Bartłomieja Apostoła w Leszczyńcu. Pierwsza społeczność katolicka została zorganizowana w Pisarzowicach w 1305 r. Wówczas - o czym wzmiankują zapisy kościelne – wieś nosiła miano Villa Scriptori, Scriptoris Villa, a z czasem pod wpływem niemieckich osadników przyjęło się tłumaczenie na język dla nich zrozumiały i tak utrwaliła się nazwa: Schreiberdorf albo Schreibendorf. W 1945 r. nazwę tę przetłumaczono i od tej pory wieś nazywano Pisarzów, Pisarzowa, a od roku 1946 Pisarzowice.

### Kościoły filialne

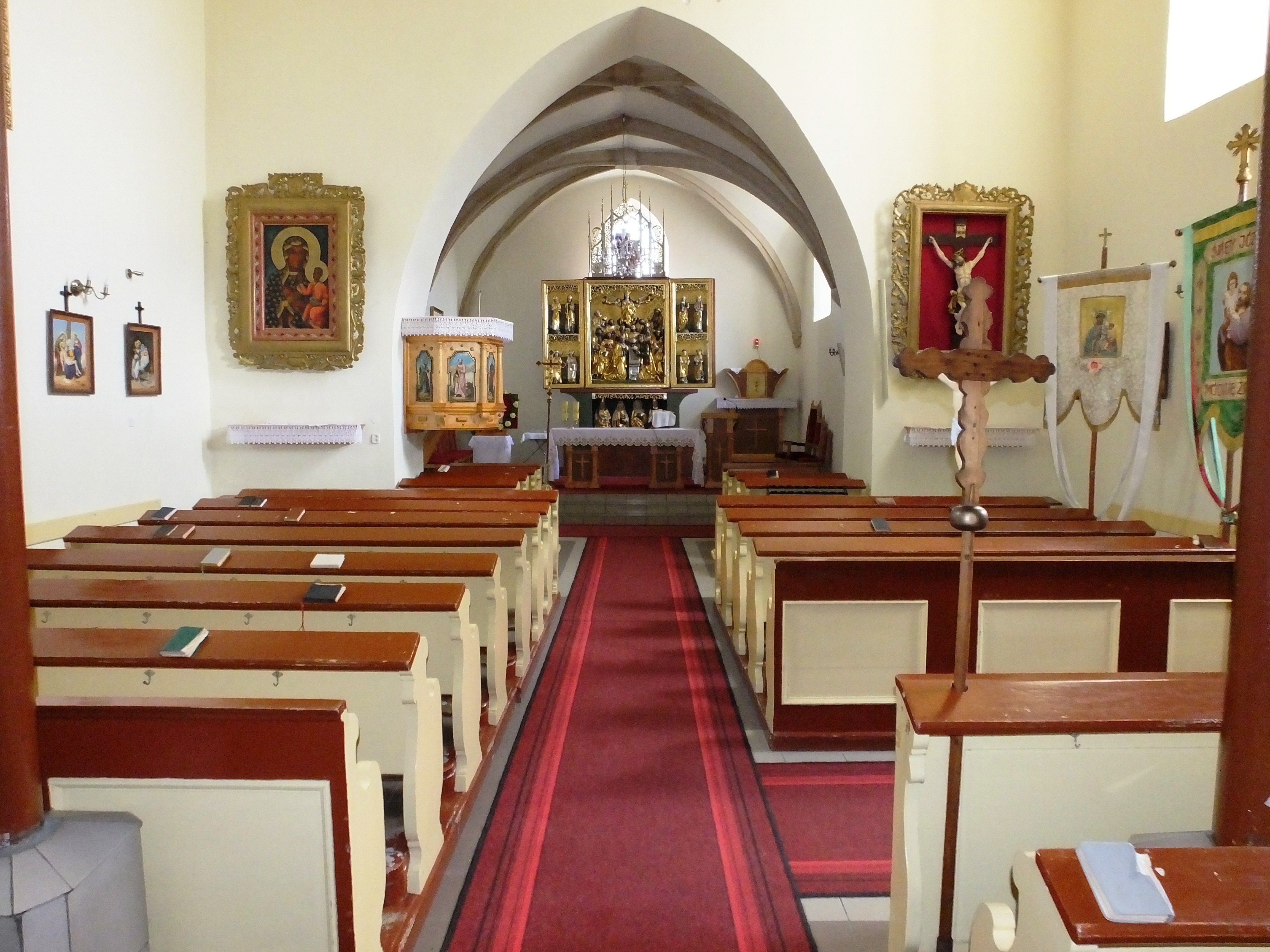
Wnętrze kościoła pw. Wniebowzięcia Najświętszej Maryi Panny w Pisarzowicach

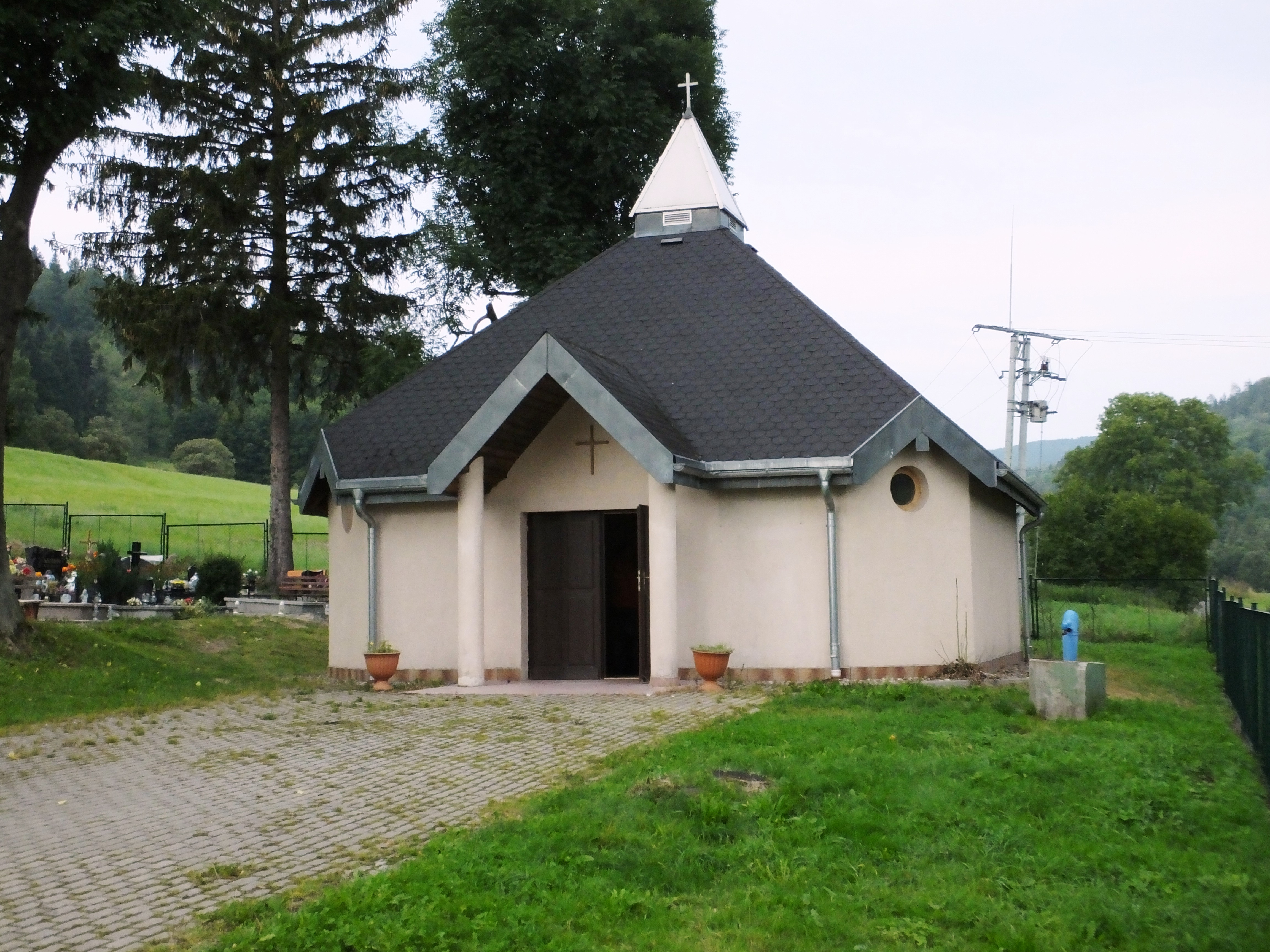
Kaplica cmentarna w Pisarzowicach

Na mocy dekretu wydanego 1 marca 1972 r. we Wrocławiu, ks. abp Bolesław Kominek (1903–1974), metropolita wrocławski, przydzielił do nowo powstającej parafii Pisarzowice kościoły filialne w Raszowie i Rędzinach.
Pierwszy kościół w Raszowie (niem. Rysindorf, Reussendorf) został wybudowany przed 1305 r., najprawdopodobniej w 1287 r., nieco wcześniej od Pisarzowic. Obecna świątynia Niepokalanego Poczęcia Najświętszej Maryi Panny pochodzi z II poł. XV wieku. Był kościołem parafialnym, ale ze względu na liczbę katolików ledwie przekraczającą 50 osób został uznany za pozostałość po upadłej parafii w randze kościoła filialnego parafii Świętych Apostołów Piotra i Pawła w Kamiennej Górze.

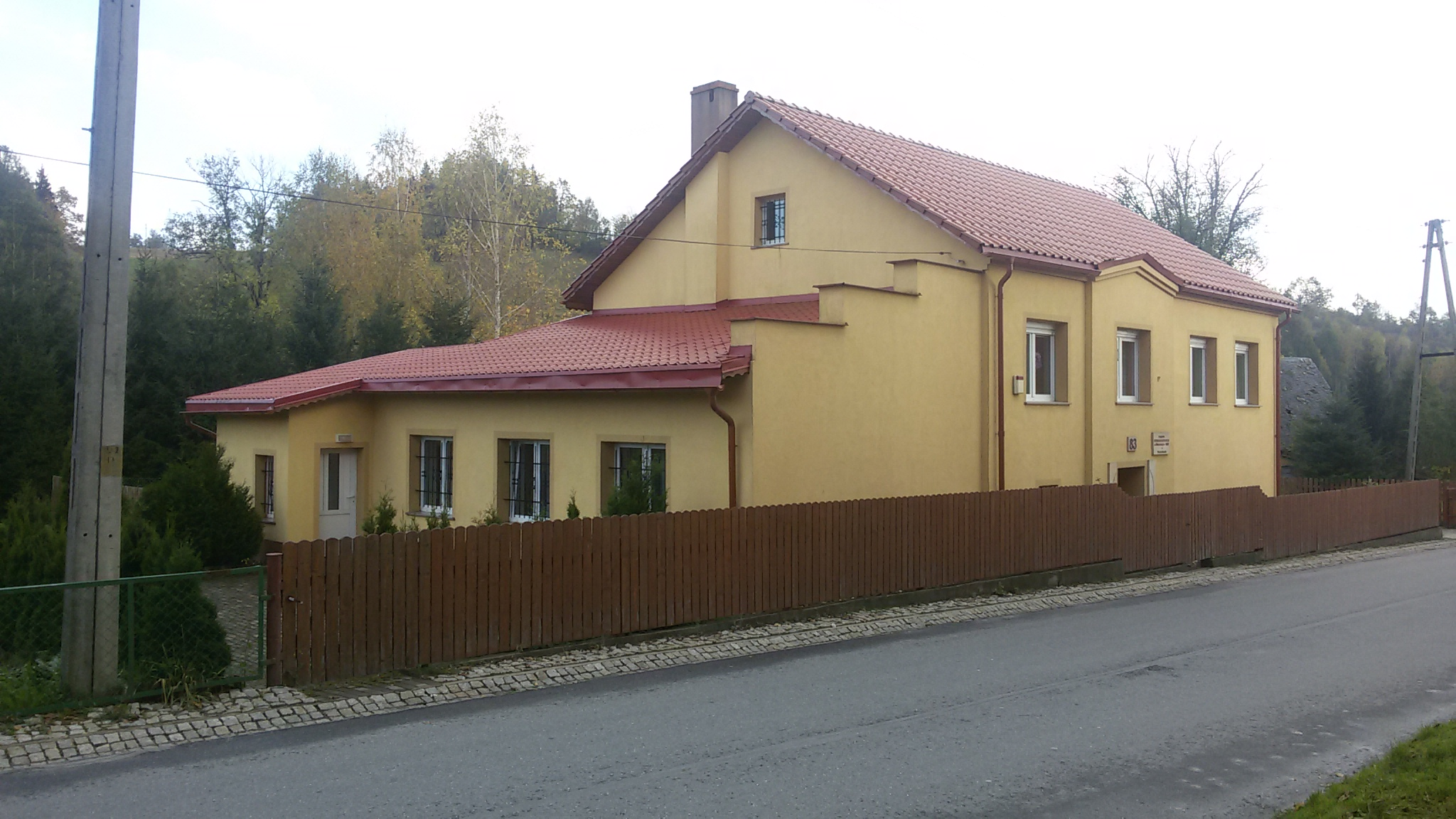
Plebania w Pisarzowicach - stan na 18 października 2014

W Rędzinach (niem. Rudegersdorf, Wüste Röhrdorf, Röhrdorf im Riesengebirge) zamieszkuje najmniejsza liczba wiernych należących do parafii Pisarzowice.  Pod koniec XIX w. wieś zaczęła się wyludniać. W 1885 r. liczyła 828 mieszkańców, a w 1988 r. ledwie 241. Rędziny wchodziły w obręb parafii Miedzianka. Była to miejscowość w całości protestancka. W latach 30. XX w. nie było tam ani jednego katolika. Kościół w Rędzinach został wybudowany w 1592 r. w stylu późnogotyckim. W 1654 r. został przejęty przez katolików. Stanowisko Fryderyka Wilhelma IV  wobec katolików przyczyniło się do tego, że w 1854 r. świątynia dostała się w ręce protestantów, którzy poświęcili ją na nowo w 1850 r. Pod koniec XIX w. wybudowano pastorówkę. Tam w 1947 r. rozlokował się ks. Franciszek Madeja ze Zgromadzenia Księży Misjonarzy św. Wincentego a Paulo. Pełnił funkcje duszpasterskie w kościele Narodzenia Najświętszej Maryi Panny w Rędzinach i rozszerzył swą działalność na Pisarzowice, Leszczyniec i Raszów. Tak została ukształtowana parafia Leszczyniec. Jej duszpasterzem w nowych granicach był ks. Madeja, który przeniósł się do Leszczyńca po wyjeździe ks. Teofila Patynka. Parafia Leszczyniec była rozległa i zbyt uciążliwa w obsłudze ze względu na 7 wsi, 4 kościoły i 6 szkół, do których trzeba było w każdym tygodniu dojeżdżać. Nic dziwnego, że proboszczowie wnet odchodzili na łatwiejsze placówki. Ks. Madeja po 4 latach przeniósł się do Łomnicy i ks. Franciszek Olszewski - Marszał również po 4 latach objął parafię Marcinkowice. Dopiero Ks. Walerian Wojarski po 4 latach wikariatu przybył do Leszczyńca w 1955 r. i służył wiernym 26 lat. Przez 13 lat pełnił obowiązki zdany na własne siły.

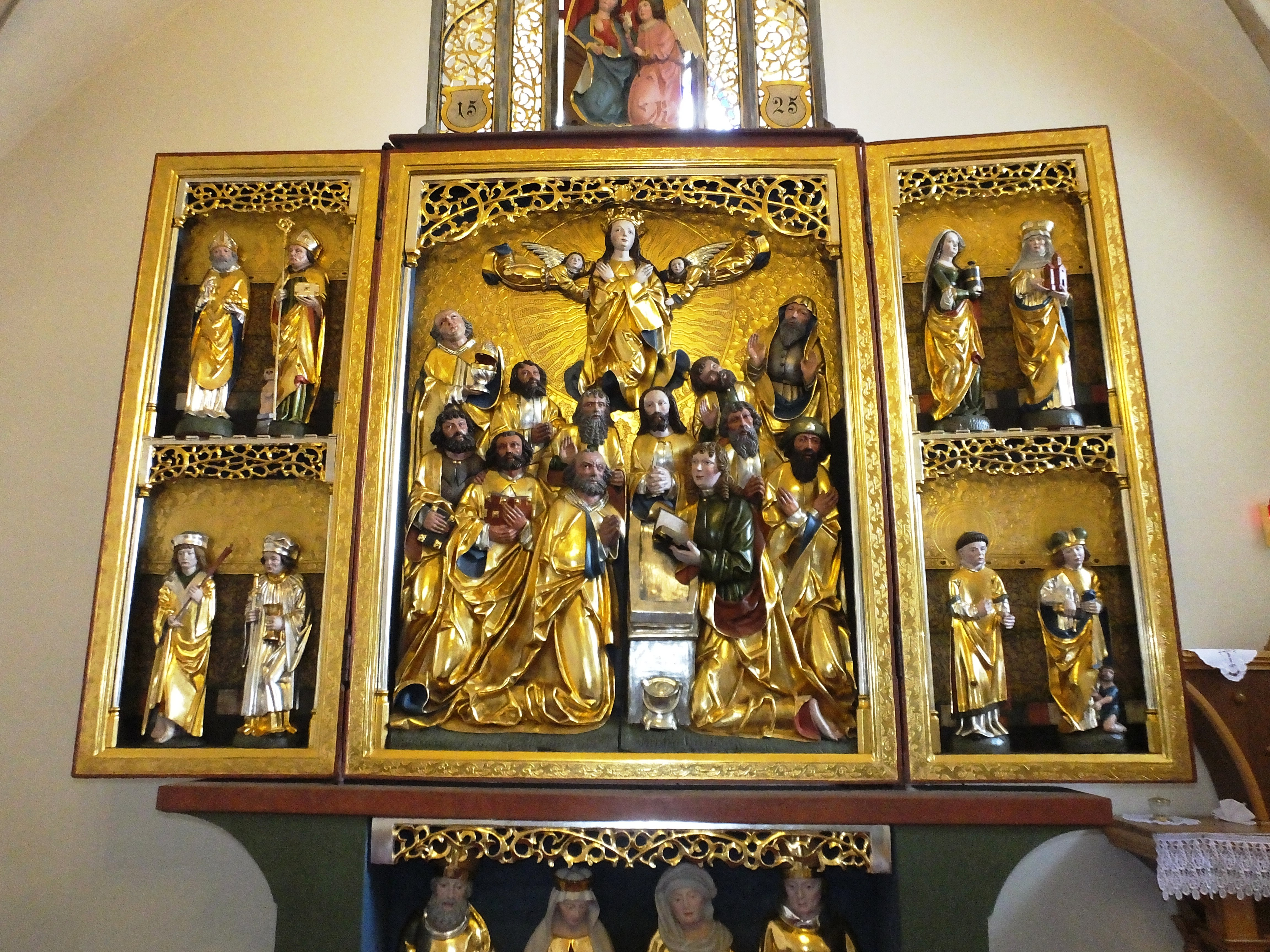
Ołtarz Wniebowzięcia NMP w Pisarzowicach po renowacji

### Erygowanie parafii
W 1968 r. został skierowany z Piechowic do Leszczyńca na stanowisko wikariusza ks. Bronisław Błaszczuk (1931–1993) z ustnym poleceniem zorganizowania parafii w Pisarzowicach z kościołami filialnymi w Rędzinach i Raszowie. Po kilku tygodniach od swojego przybycia ks. Błaszczuk przeprowadza się do Pisarzowic, aby być bliżej parafian i mieć lepszy wpływ na utworzenie samodzielnego ośrodka duszpasterskiego. Zaraz potem nadarza się okazja kupna działki w niedalekiej odległości od kościoła z bardzo lichym budynkiem mieszkalnym, który bardziej nadawał się na rozbiórkę niż do remontu. Okazja w tamtych latach to jeszcze nie realizacja. Wokół tego zagadnienia nagromadziło się wiele trudności natury jurydycznej. Nieruchomości jednak nie mogła zakupić jednostka administracji kościelnej, bo w tym czasie nie miała osobowości prawnej. Wobec tego ani parafia Leszczyniec nie mogła kupić działki, ani społeczność wiernych Pisarzowic, która nie stanowiła parafii. Obchodząc to prawne obwarowanie, mogła nabyć działkę osoba prywatna, jeśli w ten sposób powiększała posiadany areał. Do przeniesienia prawa własności potrzebne było zezwolenie Wydziału Rolnictwa i Leśnictwa Prezydium Powiatowej Rady Narodowej w Kamiennej Górze. Najpierw zezwolono niezdolnemu do pracy 78-letniemu właścicielowi Andrzejowi Sobieckiemu przenieść własność z realnymi obciążeniami na Józefa i Anielę Janiszów. Potem dokonano podziału działki i część nabyli 4 października 1968 r. Michał i Maria Mazurowie. Ci mieli dwie zagrody: nr 36 i nr 83. Ponieważ dzieliła je odległość 2 km, uzyskali zezwolenie na sprzedaż Bronisławowi Błaszczukowi, który nabył tę nieruchomość 15 października 1968 r.
Pisarzowice posiadały istotne elementy do reaktywowania parafii. Można było tego dokonać dopiero po 1971 r., gdy władze państwowe uznały osobowość prawną parafii. Dekretem z dnia 1 marca 1972 r. powołano wraz z 7 pozostałymi parafiami (św. Antoniego w Ratajnie, MB Różańcowej w Kamiennej Górze, NMP Królowej Polski w Jerzmanowicach, Zmartwychwstania Pańskiego w Wałbrzychu, św. Jacka w Legnicy, MB Szkaplerznej w Brzegu Dolnym i św. Krzyża w Zebrzydowej) parafię Pisarzowice obejmującą następujące miejscowości: Pisarzowice, Rędziny i Raszów. Nowa parafia przydzielona została do dekanatu Kamienna Góra. W następstwie uregulowań prawnych ks. Błaszczuk 14 czerwca 1974 r. w formie darowizny przekazał działkę nr 539/1 w Pisarzowicach o powierzchni 19 a i 80 m² na rzecz parafii Pisarzowice wraz z zabudowaniami.

## Zasięg parafii
Do parafii należą wierni mieszkający w miejscowościach: Pisarzowice, Rędziny, Raszów i Czarnów.

## Proboszczowie[13]
- 1. ks. Bronisław Błaszczuk 1968 – 1974 (od 1972 r. - proboszcz)

- 2. ks. Stanisław Kałużny 1974 – 2001

- 3. ks. Robert Dublański 2001 – 2006

- 4. ks. Ryszard Mucha 2006 – 2008

- 5. ks. Krzysztof Sikora 2008 – 2015

- 6. ks. Jacek Krasoń  2015 -

## Powołania z parafii
- ks. Waldemar Wesołowski – rzecznik prasowy diecezji legnickiej
- o. Tomasz Prajzendanc CCG
- br. Przemysław Zalewski OP

## Zabytki

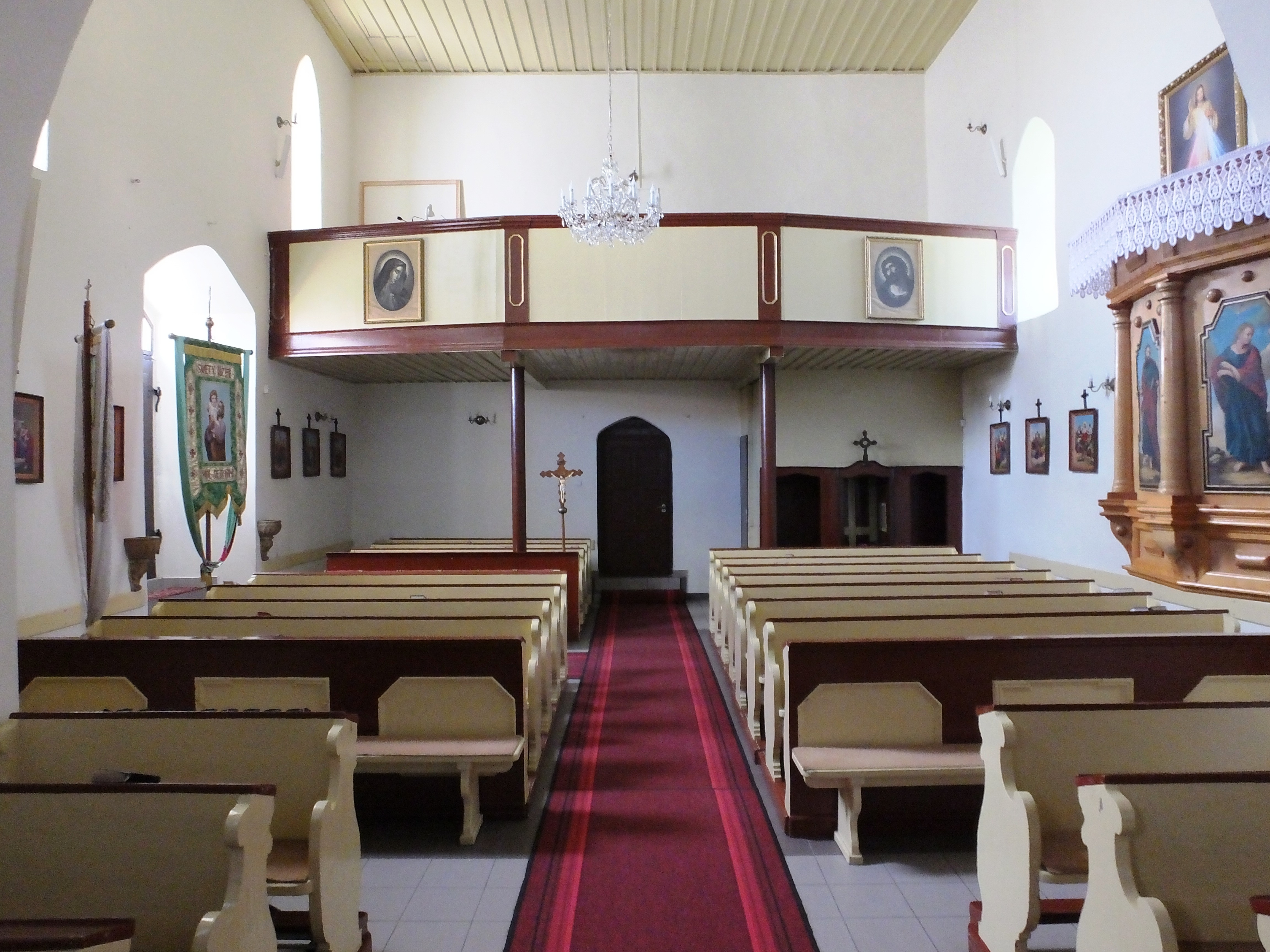
Wnętrze kościoła Wniebowzięcia Najświętszej Maryi Panny w Pisarzowicach

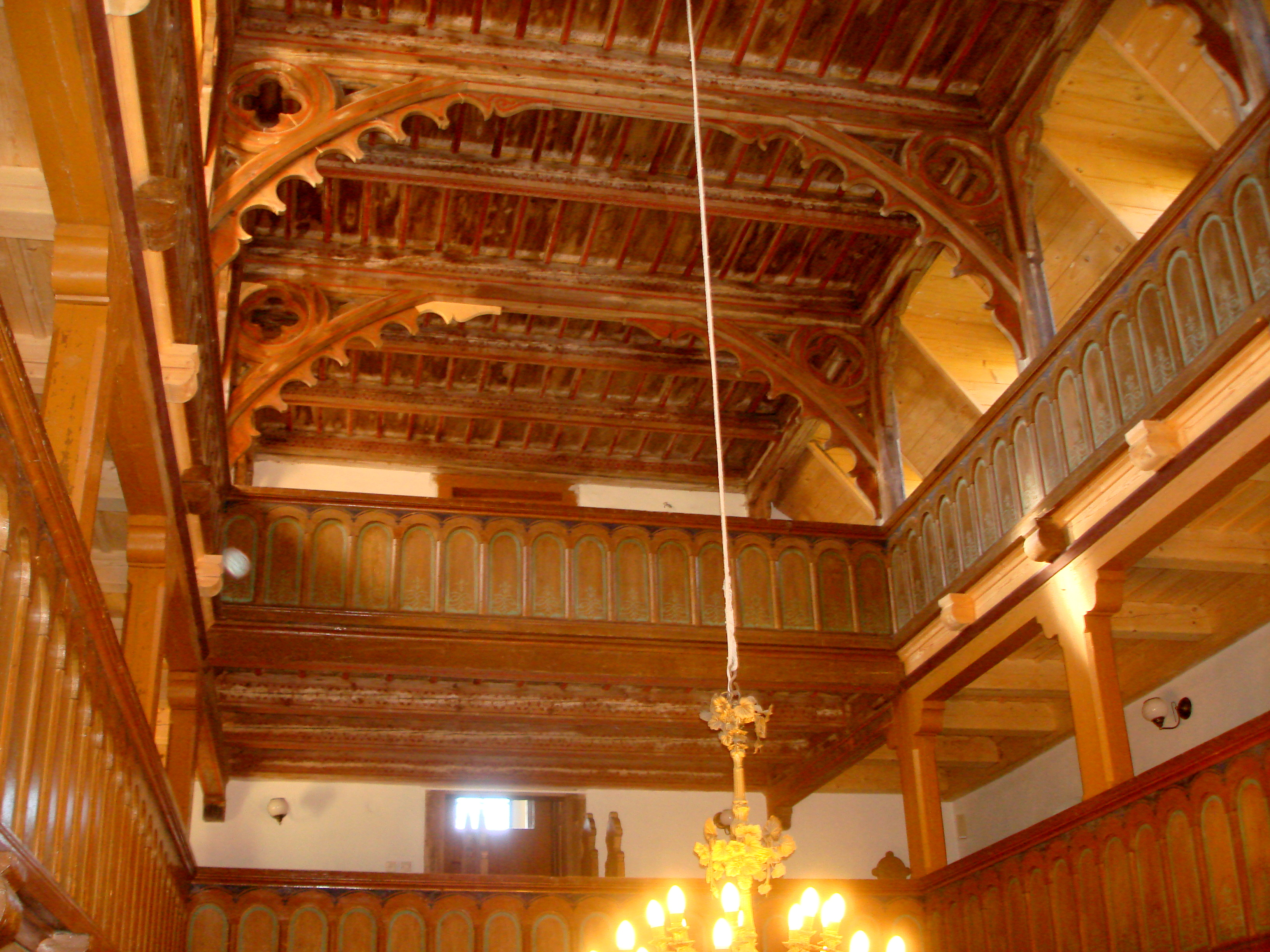
Rędziny, kościół pw. Narodzenia NMP, sklepienie nawy,empory

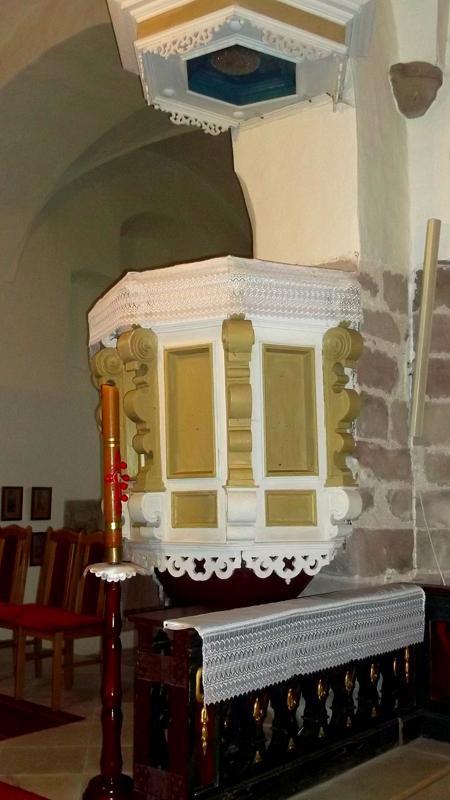
Ambona w kościele filialnym pw. Niepokalanego Poczęcia Najświętszej Maryi Panny w Raszowie

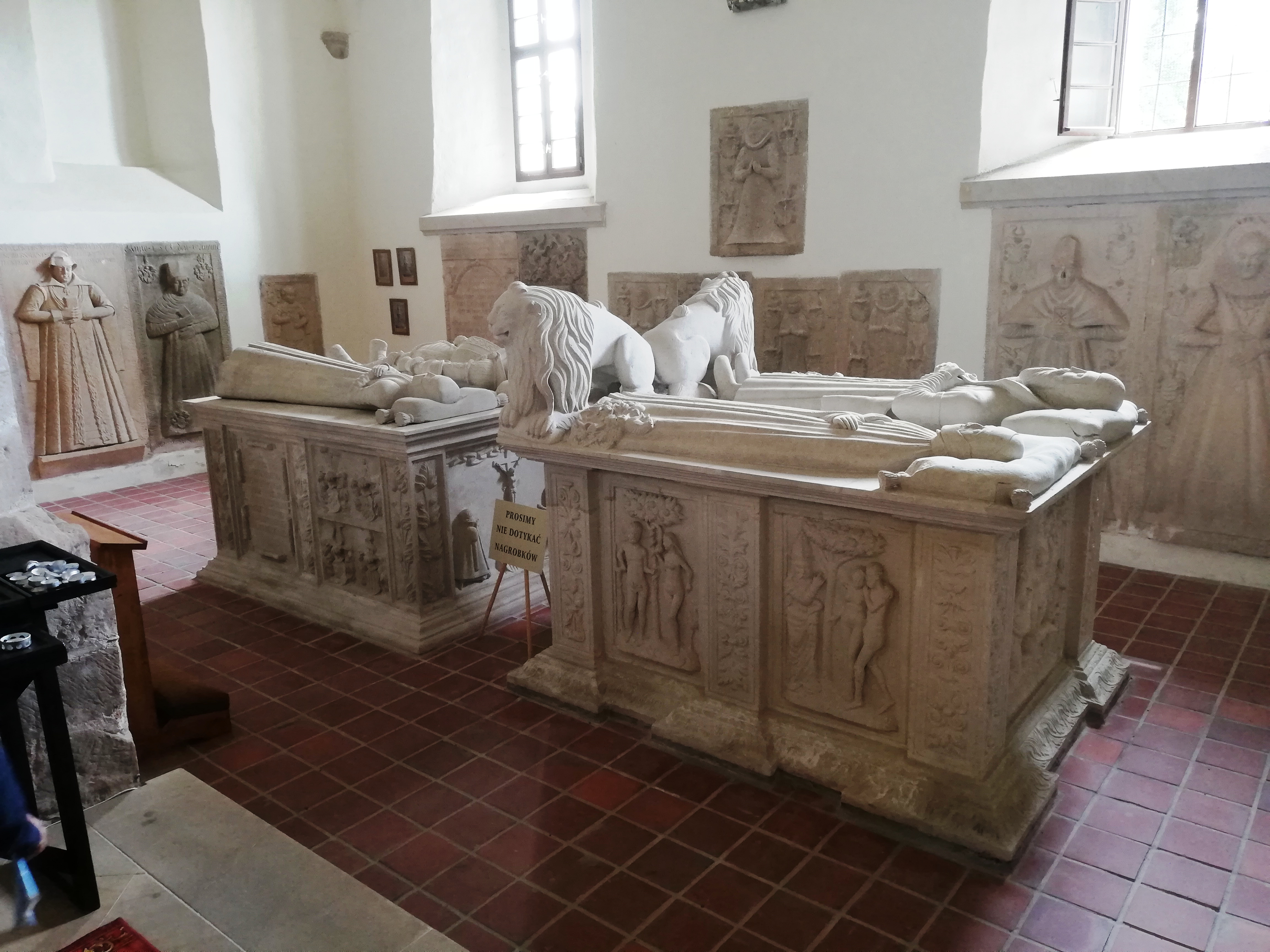
Mauzoleum rodziny Schaffgotschów w Raszowie

### Kościół w Pisarzowicach
- rzeźbiony ołtarz ze sceną Wniebowzięcia NMP
- renesansowa chrzcielnica z 1625 r.
- płyty nagrobne z lat 1605 – 1913

### Kościół w Rędzinach
- portal z okresu budowy kościoła, nosi on na łuku archiwolty datę 1592
- prospekt organowy Schlaga ze Świdnicy z 1851 r. na chórze muzycznym
- dzwon z 1597 r. ufundowany przez Annę Barbarę von Seidlitz

### Kościół w Raszowie
- ołtarz barokowy XVII/XVIII w.
- figura Matki Boskiej z XVIII w.
- manierystyczna ambona z l poł. XVII w.
- najcenniejszym fragmentem kościoła jest mauzoleum Schaffgotschów z Grodztwa. Znajduje się tu jeden z najliczniejszych i najwartościowszych zespołów sepulkralnych na Dolnym Śląsku. W centrum kaplicy stoją dwie kamienne, piaskowcowe tumby grobowe: Hansa I Schaffgotscha zm. 1565 i jego żony Salomei z domu von Nimtsch zm. 1657 oraz Hansa II Schaffgotscha zm. 1572 i żony Margarethy z domu von Hochberg zm. 1574. Oba sarkofagi posiadają bogaty wystrój rzeźbiarski płyt i skrzyń

## Wspólnoty
- Liturgiczna Służba Ołtarza
- Wspólnota Żywego Różańca (dwie róże)
- Rada parafialna

## Cmentarze
- Cmentarz komunalny w Pisarzowicach
- Cmentarze parafialne przy kościołach w Pisarzowicach, Rędzinach i Raszowie

## Szlaki turystyczne
Przez teren parafii przechodzą dwa szklaki turystyczne:
- niebieski: Skalnik – Czarnów – Rozdroże pod Bobrzakiem – Wilkowyja – Pisarzowice (Europejski Szlak E3)

oraz na obrzeżach parafii:
- czerwony: Bukowiec – Rozdroże pod Bobrzakiem – Wilkowyja – Szarocin (Główny Szlak Sudecki im. dra Mieczysława Orłowicza)